# سیرت
سِعْرِد (به کردی: Sêrt)، (به ترکی استانبولی: Siirt) شهری است در کشور ترکیه که در استان سعرد واقع شده است. جمعیت این شهر بر اساس سرشماری سال ۲۰۰۸ میلادی ۱۲۲٬۴۶۳ نفر و بر اساس برآوردهای سال ۲۰۰۹ میلادی ۱۲۷٬۳۲۷ نفر می‌باشد.

## نام
نام سِعْرِد برای این منطقه در منابع قدیمی‌تر و جدیدتر فارسی و عربی ثبت شده است. لغت‌نامه دهخدا ذیل مدخل «اسعرد» تصریح می‌کند که «اسعرد (اِخ) سعرد. نام شهری است» و برای اطلاعات بیش‌تر به منابعی چون منتهی‌الارب و قاموس الاعلام ترکی ارجاع می‌دهد. این بیان نشان می‌دهد که در فرهنگ‌ها و جغرافی‌نامه‌های کهن، این شهر و منطقه را با املای سعرد می‌شناخته‌اند. در واقع، تلفظ عثمانی/عربی این شهر «سِغِرد» بوده که به صورت سعرد (یا گاهی «سعرت») در متون تاریخی آمده است. به عنوان نمونه، در منابع تاریخی اسلامی از فتح این منطقه در صدر اسلام توسط خالد بن ولید یاد شده و نام آنجا را سعرد نوشته‌اند. نیز کاتب چلبی جهانگرد عثمانی در سیاحت‌نامه خود از شهر و نواحی سعرد با همین نام یاد و آن را توصیف کرده است. در شرح تاریخچه ولایت بطمان آمده است که در دوره عثمانی «این نواحی جزو سنجق سعرد، یکی از ۲۴ سنجق ایالت دیاربکر، بود و در اوایل دوره جمهوریت… روستای الوه… جزو قضای المدین، در ولایت جدید سعرد، شد».
این شواهد تاریخی تأیید می‌کنند که کاربرد نام سعرد برای این شهر/استان در سنت نگارش فارسی ریشه‌دار و مستند است.
در گفتمان رسمی امروز ایران نیز این استان را «سعرد» می‌نامند. برای مثال، خبرگزاری رسمی ایرنا در گزارشی از درگیری‌های جنوب‌شرق ترکیه، از این نام استفاده کرده است. همچنین در دیگر متون خبری و دیپلماتیک فارسی (ترجمه اخبار آناتولی، گزارش‌های سفارتخانه‌ها و غیره) معمولاً نام این استان را به صورت سعرد ذکر می‌کنند.

## مردم
جمعیت این شهر را اکثراً کردهای کرمانج (از جمله اقلیت کوچکی از ایزدیان) و اقلیتی از اعراب تشکیل می‌دهد.